# Уставни закон Србије из 1953.
Уставни закон о основама друштвеног и политичког уређења и о органима власти Народне Републике Србије био је закон са уставном снагом, који је донет 5. фебруара 1953. године од стране Народне скупштине Србије. Доношењем тог опсежног законског акта, са укупно 119 чланова, значајно су измењене и допуњене многе одредбе тадашњег Устава НР Србије из 1947. године. Уставни закон из 1953. године остао је на снази све до доношења новог Устава СР Србије из 1963. године.